# New Mexico School for the Deaf
New Mexico School for the Deaf, dont le nom est couramment abrégé en NMSD, est une école pour sourds, située à Santa Fe, en Nouveau-Mexique, aux États-Unis. Fondée en 1887, elle comprend quatre bâtiments inscrits au Registre national des lieux historiques : le Connor Hall, le Dillon Hall, le New Mexico School for the Deaf Hospital et la Superintendent's Residence. 